# The Social Leper
The Social Leper er en amerikansk stumfilm fra 1917 af Harley Knoles.

## Medvirkende
- Carlyle Blackwell som John Dean
- Arthur Ashley som Robert Warren
- June Elvidge som Adrienne Van Couver
- George MacQuarrie som Henry Armstrong
- Isabel Berwin som Mrs. Stephen Barkley